# Disperis erucifera
Disperis erucifera är en orkidéart som beskrevs av Joseph Marie Henry Alfred Perrier de la Bâthie. Disperis erucifera ingår i släktet Disperis och familjen orkidéer. Inga underarter finns listade i Catalogue of Life.